# Santa Bárbara Sistemas 155/52
Le Santa Bárbara Sistemas 155/52 est un obusier tracté fabriqué en Espagne par Empresa Nacional Santa Barbara.

## Description
Il dispose d'un moteur diesel de 106 CV utilisé comme groupe auxiliaire de puissance lui permettant d'atteindre une vitesse de 18km/h pour une entrée et sortie de position rapide, mais ce n'est pas pour autant un canon automoteur. Une adaptation sur un chassis à roues tel que le camion équipé d’un système d’artillerie constitue une évolution possible.
Il est aérotransportable, en Espagne par l'hélicoptère Boeing CH-47 Chinook (par élingage).
Grâce au système de chargement automatique, trois coups peuvent être tirés en 15 à 18 secondes. Après cela, 10 coups de feu peuvent être tirés en une minute. Pour un tir continu, la cadence de tir doit être réduite à deux à trois coups par minute en raison de la contrainte thermique sur le canon de l'arme.

## Opérateurs
- Espagne : 82 exemplaires[1], en remplacement du M114, dont:

66 d'artillerie de campagne
16 d'artillerie côtière
Ces obusiers, en version 155/52 APU (V07) (4 construits en tant que tels et 12 issus de la modernisation des copies de la version V06), constituent le Groupement d'Artillerie Côtière Mobile RACTA (GACTA) n°4 , avec direction de tir mobile 9KA-410 (les autres disponibles pour ce modèle sont fixes). Il intègre une série de modifications par rapport à la version artillerie de campagne, telles que l'intégration d'un logiciel spécifique permettant le pointage continu de la cible, appelé "tir de persécution", et il est également envisagé de le doter d'un pointage automatique. Avec le groupe de missiles antinavires (pas encore créé), GACTA Móvil devrait constituer la future défense des côtes de l'Espagne. Il pourra, à l'horizon 2023, tirer la munition guidée M982 Excalibur, avec plus de 50km de portée.
- Colombie : 13 exemplaires[1]
- Salvador : 12 exemplaires[1]

## Galerie d'images

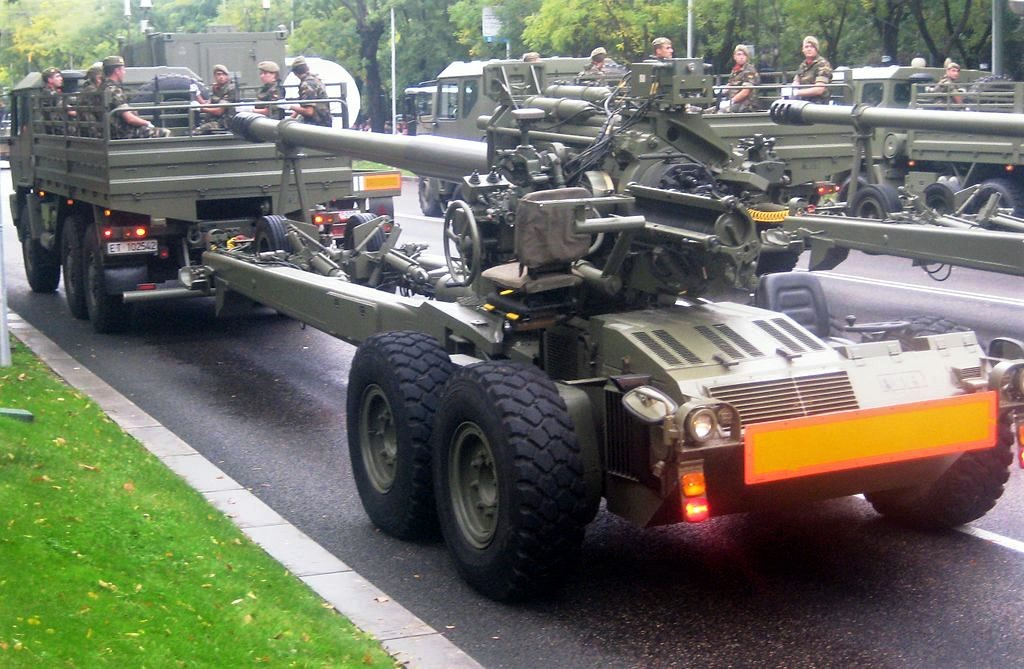
SBS 155/52 APU (V07) de l'artillerie côtière espagnole.
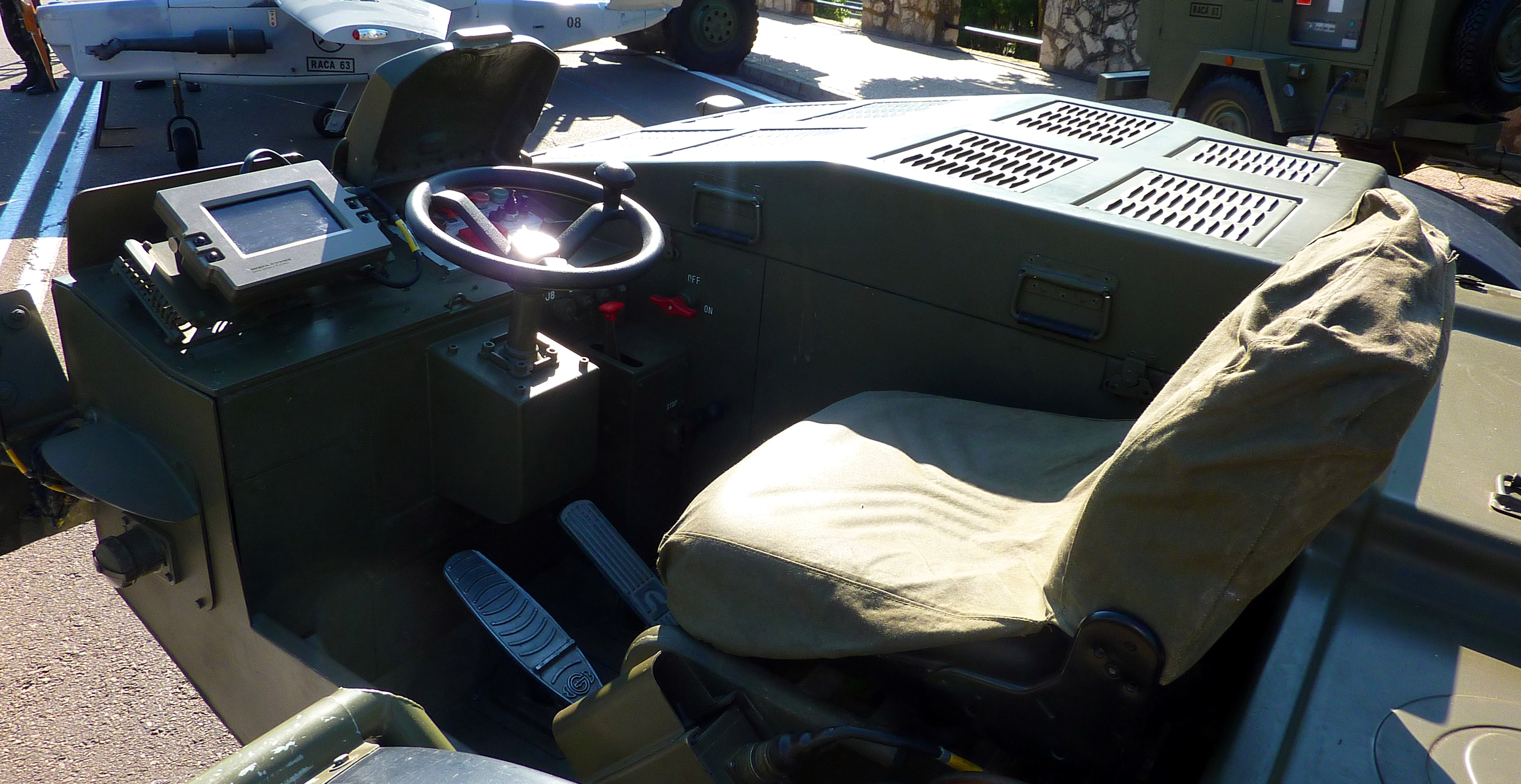
Poste de conduite du APU-SIAC.
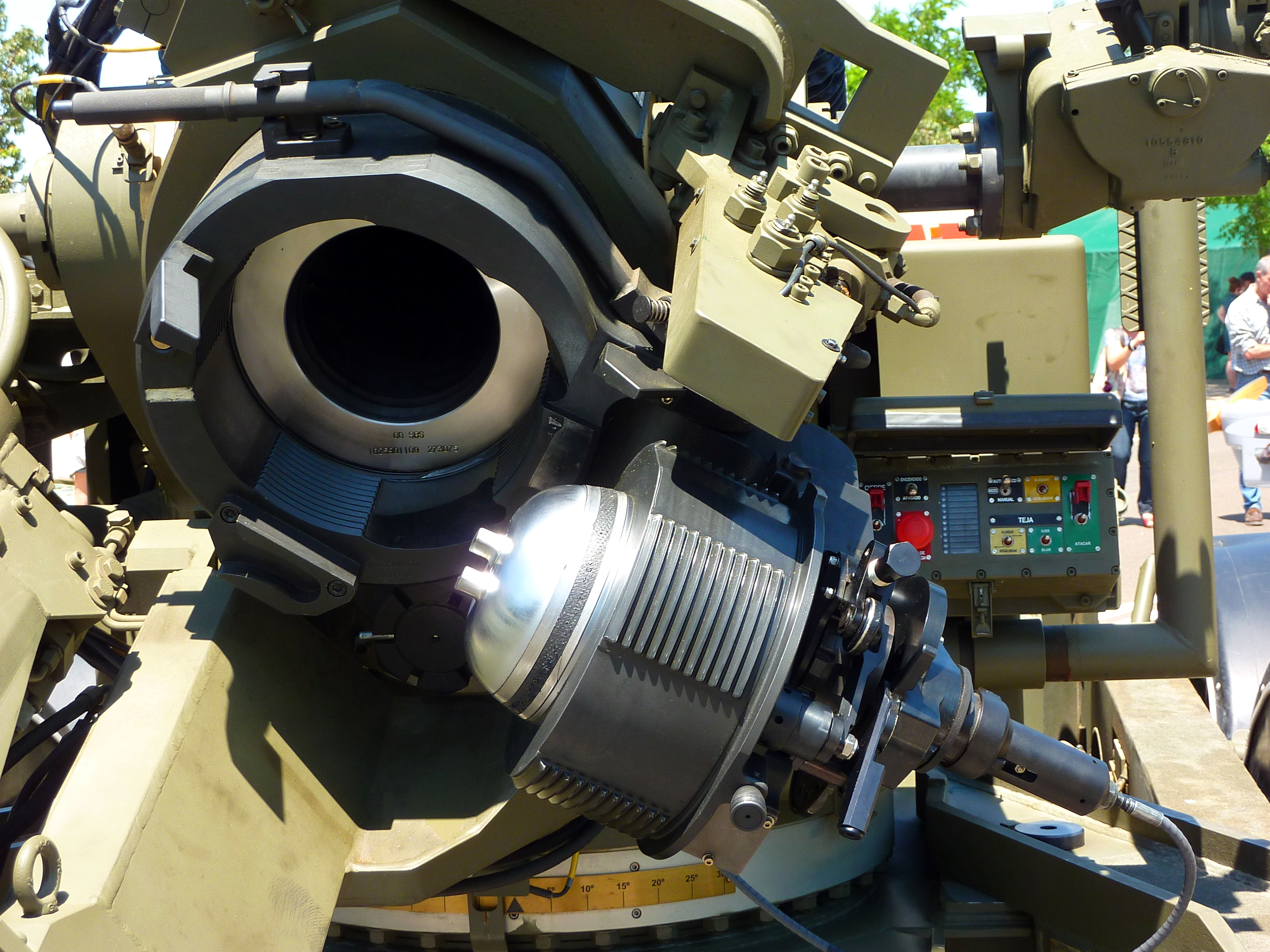
Culasse
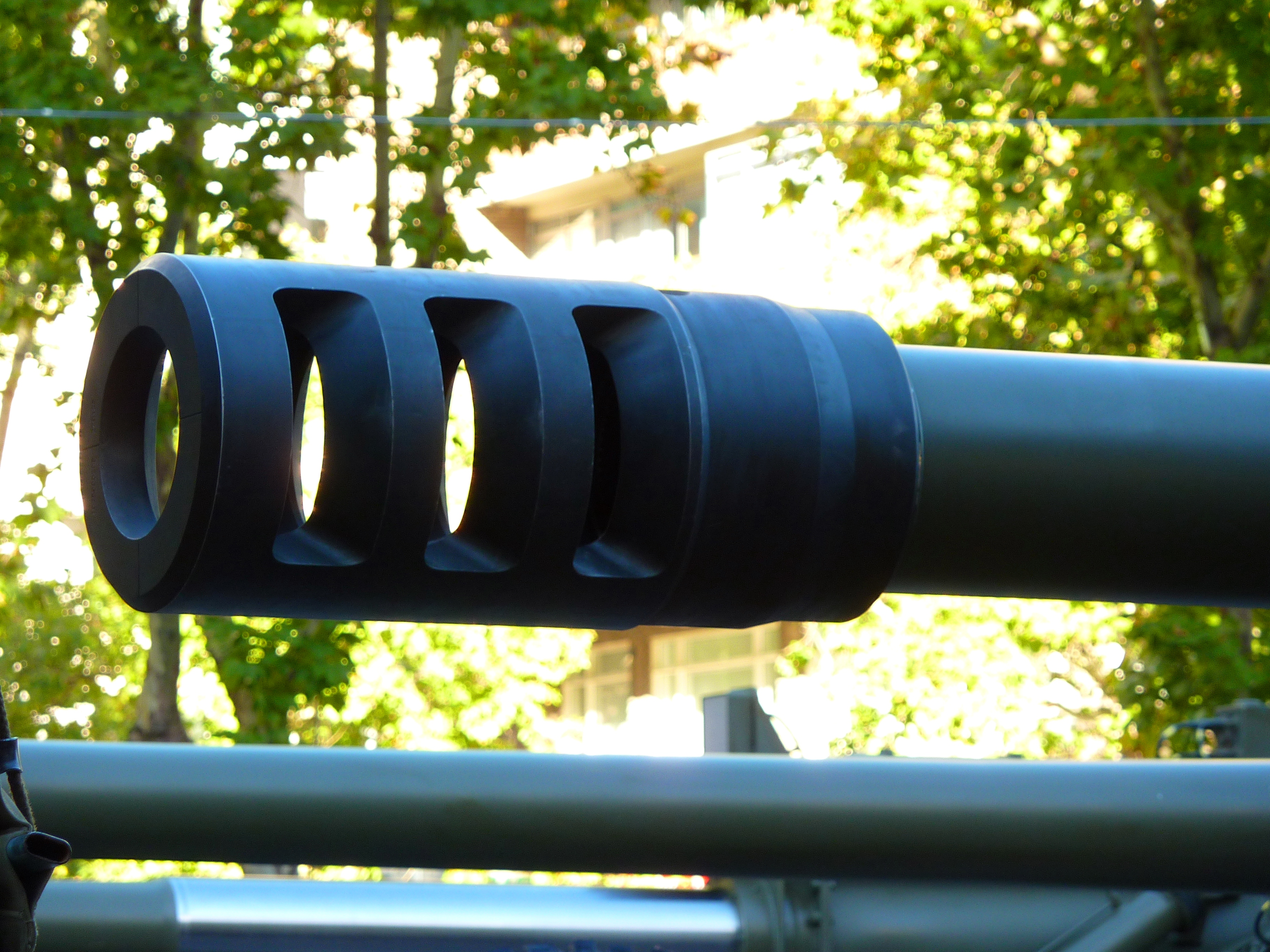
Frein de bouche
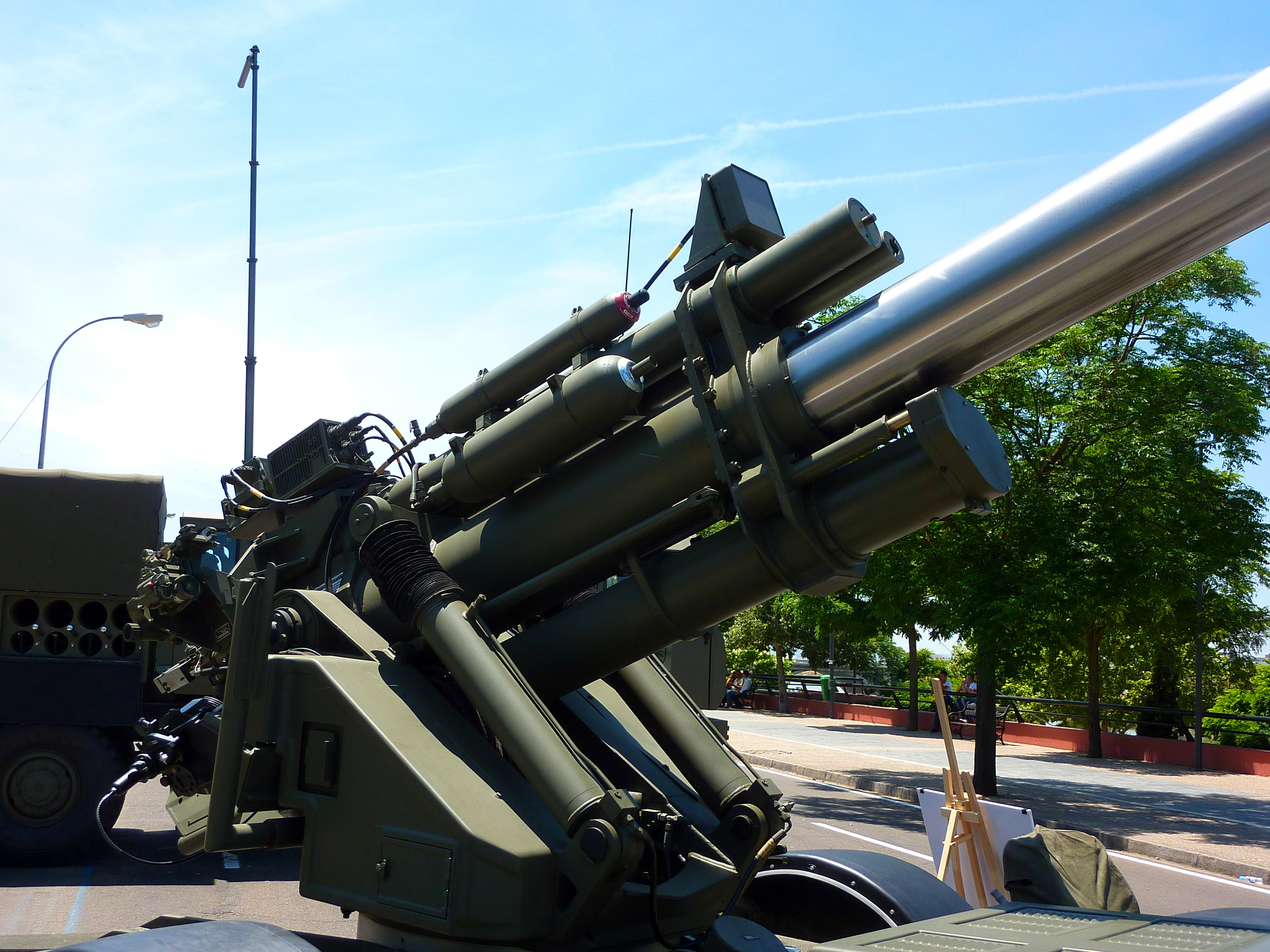
Mécanisme de récupération
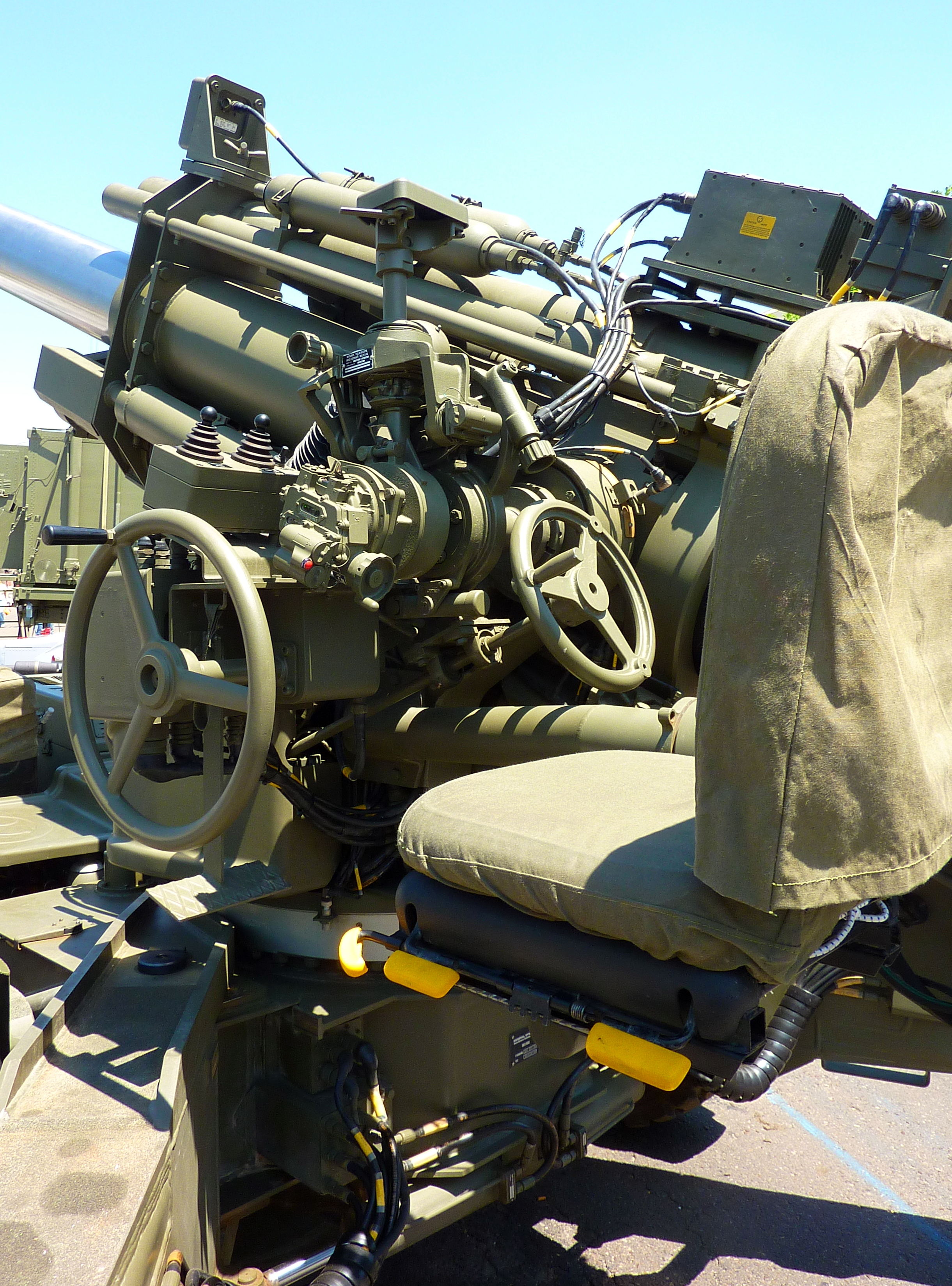
Poste du pointeur
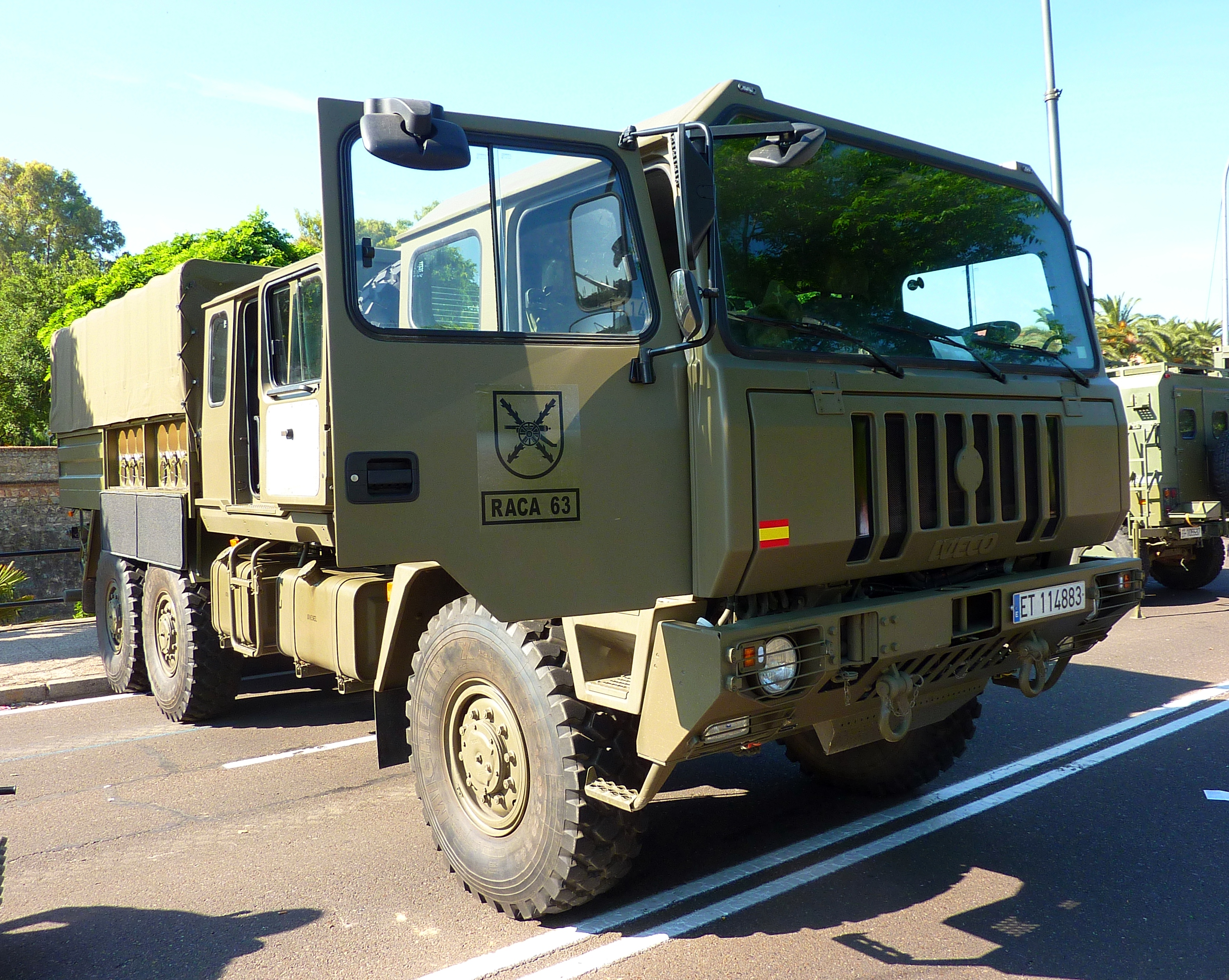
Véhicule spécifique tracteur Iveco M250.37WM avec capacité de remorquage de 24 tonnes, des 6 à 8 personnes du peloton de la pièce et 16 projectiles de secours.
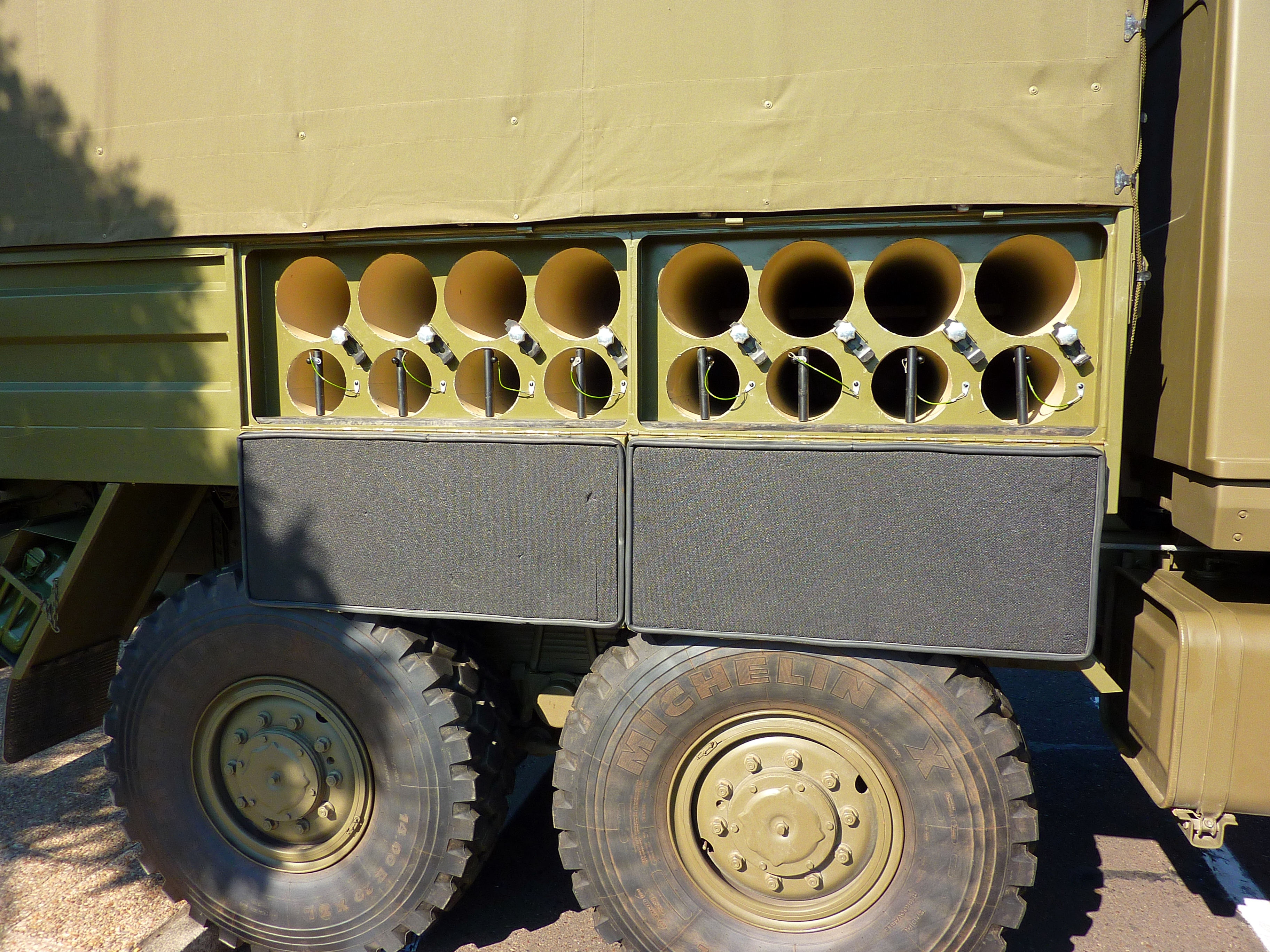
Détail.
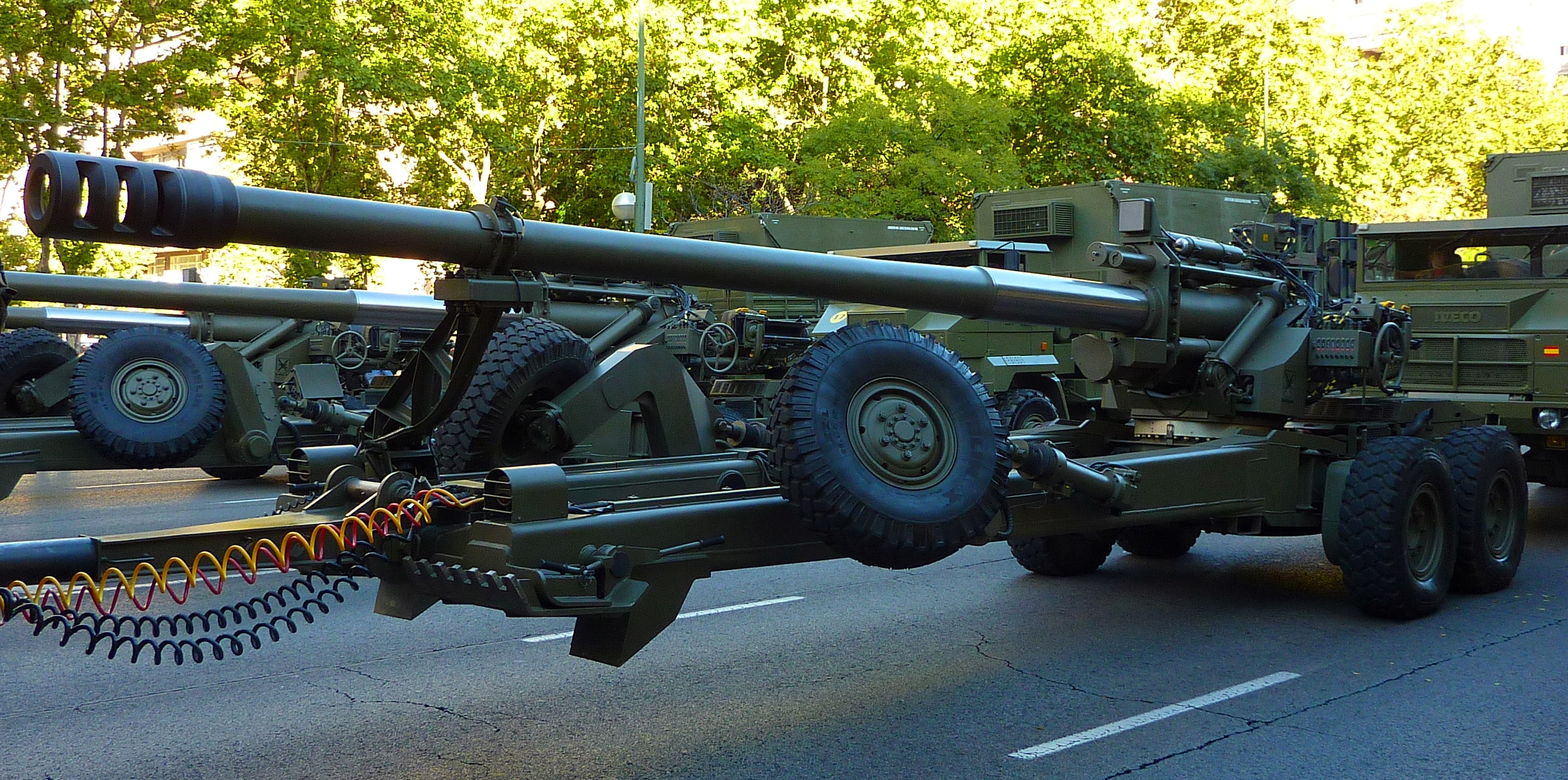
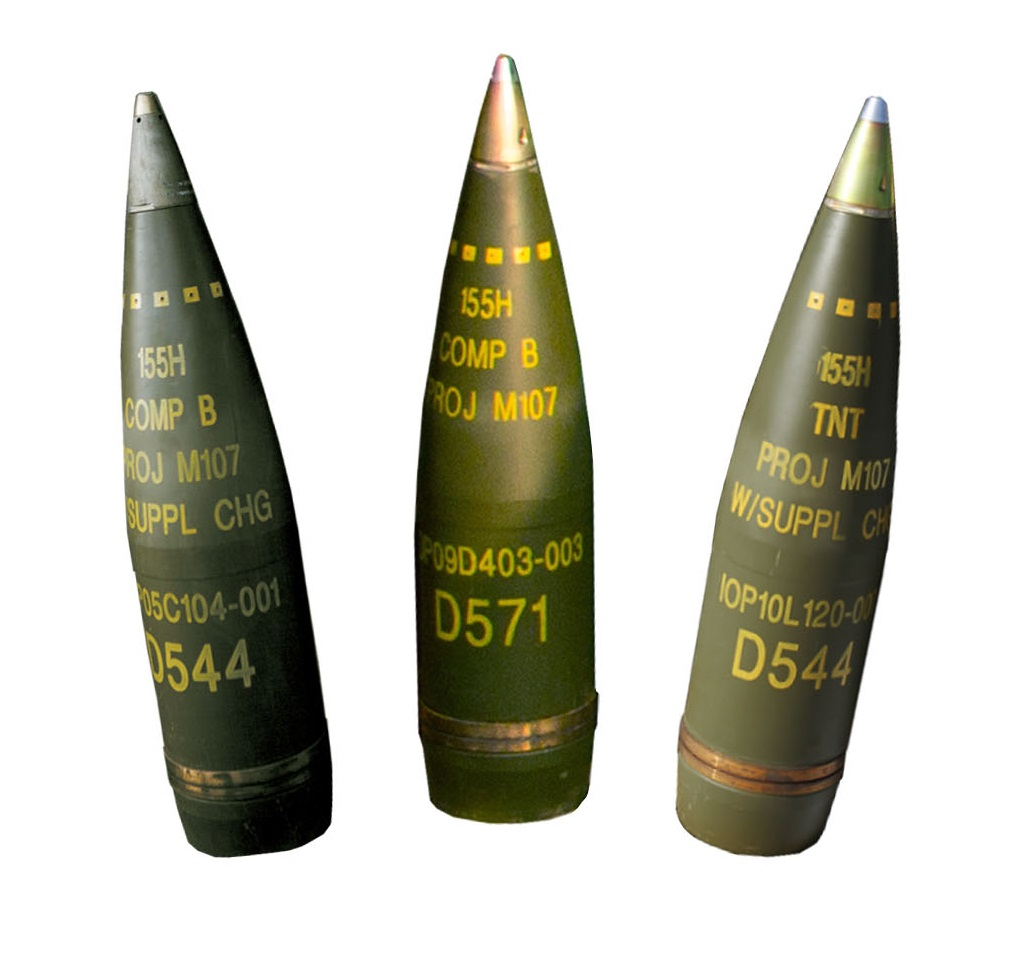
M107 (obus)
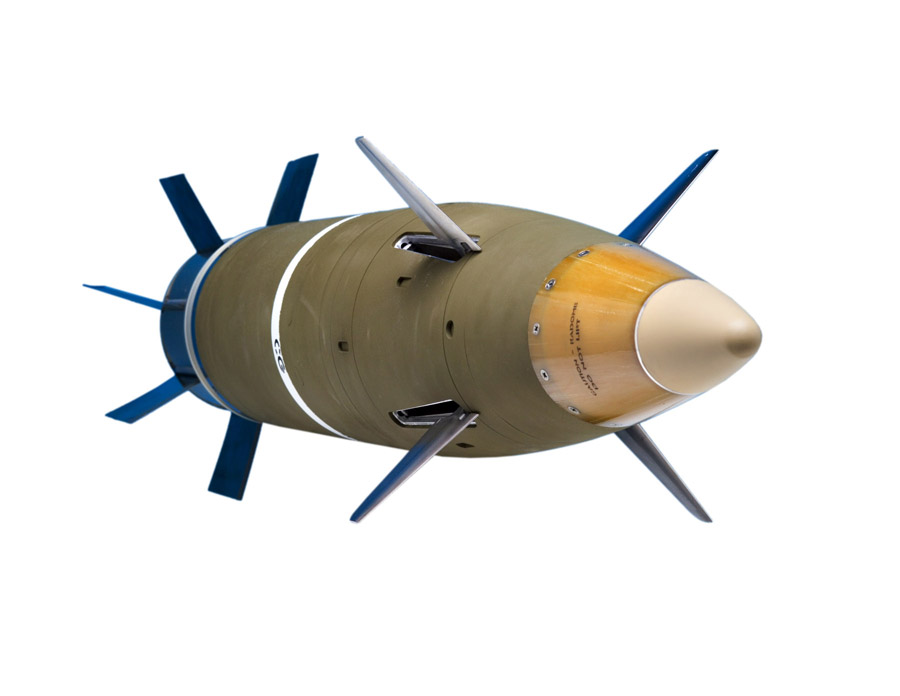
Obus M982 Excalibur